# José Cevallos
José Francisco Cevallos Villavicencio (Ancón, 1971. április 17. – ) ecuadori válogatott labdarúgókapus, politikus, 2011-től Ecuador sportminisztere.

## Pályafutása

### Klubcsapatban
Pályafutása nagy részében a Barcelona SC csapatában játszott, melynek színeiben 1990 és 2006 között 380 alkalommal lépett pályára, ezalatt három bajnoki címet szerzett. 2005-ben a kolumbiai Once Caldas együttesénél szerepelt kölcsönben, de mindössze néhány mérkőzésen kapott csak szerepet. 2008 és 2011 között az LDU Quito-ban játszott, mellyel 2008-ban a Copa Libertadorest, 2009-ben a Recopa Sudamericanát és a Copa Sudamericanát, majd 2010-ben újból a Recopát nyerte meg. 

### A válogatottban
1996 és 2010 között 89 alkalommal szerepelt az ecuadori válogatottban. Részt vett az 1995-ös, az 1997-es, az 1999-es, és a 2001-es Copa Américán, a 2002-es CONCACAF-aranykupán, illetve a 2002-es világbajnokságon.

## Sikerei, díjai
Barcelona SC
- Ecuadori bajnok (3): 1991, 1995, 1997

LDU Quito
- Ecuadori bajnok (1): 2010
- Copa Libertadores (1): 2008
- Recopa Sudamericana (2): 2009, 2010
- Copa Sudamericana (1): 2009